# Роббі Фернандес
Роббі Фернандес (англ. Robbie Fernandez, нар. Іспанія) — австралійський стронгмен та бодібілдер. Найвище досягнення — третє місце у змаганні «Найсильніша людина Австралії».

## Життєпис
Заняття силовими вправами почалося зі звичайного захоплення статурами Шварцнеґґера та Сталлоне. У віці вісімнадцяти років почав підіймати більш серйозну вагу. Після того як Роббі взяв участь у Гранд-Прі Австралії що його улаштувала Міжнародна Спілка Бодібілдерів до нього підійшов Білл Ліндон та запропогував йому спробувати свої сили у стронґмені. Свої виступи як стронгмена розпочав зі змагань для новачків: посів третє місце у змаганні Виклик Геркулеса: Австралія, друге місце у Виклику Вікінґів що дало йому змогу отримати картку професіонала. У 2008 році на своїх перших значних змаганнях («Найсильніша людина Австралії») він посів третє місце що понині вважається його найкращим скутком. 

## Цікаві відомості
- Своїм прикладом для наслідування назвав Доріана Єйтса. Після прочитання його книжки «Кров та кишки» він визначився зі своїм підходом до тренувань а у випитуванні одному із журналів зізнався що саме вона його надихнула на заняття.